# Chloroclysta viridulata
Chloroclysta viridulata là một loài bướm đêm trong họ Geometridae.